# شاپرک ساقه‌خوار زرد
شاپرک ساقه‌خوار زرد (نام علمی: Scirpophaga incertulas) که شاپرک ساقه‌خوار زرد برنج هم نامیده شده یک گونه از تیره علف‌بیدان است.
این شاپرک در افغانستان، نپال، شمال شرق هند، سریلانکا، بنگلادش، میانمار، ویتنام، تایلند، مالزی، سنگاپور، سوماترا، جاوه، بورنئو، سومبا، سولاوسی، فیلیپین، تایوان، چین و ژاپن زندگی می‌کند. پهنای بال آن ۲۴ تا ۳۶ میلی‌متر است.